# Xuanzhen Guan
Der Xuanzhen Guan (chinesisch 玄貞觀 / 玄贞观, Pinyin Xuánzhēn Guàn, englisch Xuanzhen Taoist Temple) ist ein daoistischer Tempel in Gaizhou, Provinz Liaoning. Er stammt ursprünglich aus der Zeit der Ming-Dynastie und steht seit 1988 auf der Liste der Denkmäler der Volksrepublik China (3-128).
Koordinaten: 40° 24′ 6″ N, 122° 21′ 31″ O